# Claudia Jessie

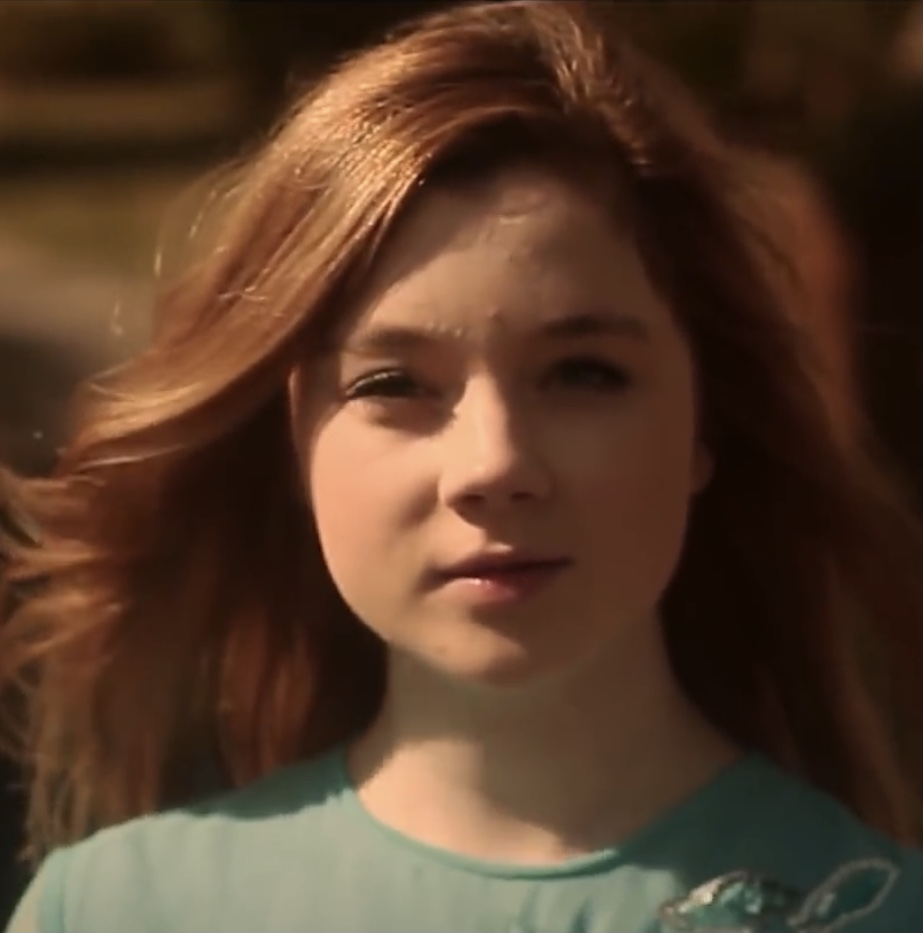
Claudia Jessie, 2012

Claudia Jessie (* 30. Oktober 1989 in Moseley, Birmingham als Claudia Jessie Peyton) ist eine britische Schauspielerin.

## Leben
Claudia Jessie wurde als Claudia Jessie Peyton in Birmingham geboren und wuchs in ihrem Geburtsort sowie in London auf. Im Alter von 21 Jahren trat sie der Theatergruppe Pink Space von Hannah Phillips bei. Seit Beginn ihrer Schauspielkarriere, die sie ohne formale Schauspielausbildung begann, tritt sie als Claudia Jessie auf.
Nach der Titelrolle im Kurzfilm Rosie von Will Thorne hatte sie Episodenrollen in den Serien House of Anubis, Casualty und The Paradise. Von 2012 bis 2014 war sie in einer wiederkehrenden Rolle in der BBC-Seifenoper Doctors als Poppy Conroy zu sehen. Von 2014 bis 2016 hatte sie in Dixi, einer Webserie für Kinder, eine Hauptrolle als Shari. 2015 spielte sie in der BBC-Serie WPC 56 die Rolle der Polizistin Annie Taylor. Ihr Kinodebüt gab sie 2017 in dem Film Ihre beste Stunde – Drehbuch einer Heldin mit Gemma Arterton, in dem sie die Schauspielerin Doris Cleavely verkörperte. Seit 2017 gehört sie in der Sitcom Porters als Krankenschwester Lucy zu den Hauptdarstellern. Weitere Episodenrollen hatte sie unter anderem 2018 in Jahrmarkt der Eitelkeiten und Doctor Who.
In der Netflix-Serie Bridgerton verkörpert sie die Rolle der Eloise Bridgerton. In der deutschsprachigen Fassung lieh ihr Maximiliane Häcke die Stimme. Claudia Jessie ist mit Cole Edwards, dem Casting-Direktor der Serie Bridgerton, liiert.

## Filmografie (Auswahl)
- 2012: Rosie (Kurzfilm)
- 2013: House of Anubis (Fernsehserie 2 Folgen)
- 2013: Casualty – Crush Syndrome (Fernsehserie Folge 28x11)
- 2013: The Paradise (The Paradise, Fernsehserie Folge 2x08)
- 2012–2014: Doctors (Fernsehserie 13 Folgen)
- 2014: Copy That (Kurzfilm)
- 2015: WPC 56 (Fernsehserie 5 Folgen)
- 2015: Jonathan Strange & Mr Norrell (Miniserie 4 Folgen)
- 2015: Bull (Fernsehserie 3 Folgen)
- 2015: Josh – Suited and Booted (Fernsehserie Folge 1x06)
- 2016: Call the Midwife – Ruf des Lebens (Call the Midwife; Fernsehserie Folge 5x03)
- 2014–2016: Dixi (Fernsehserie 100 Folgen)
- 2016: Ihre beste Stunde – Drehbuch einer Heldin (Their Finest)
- 2017: Father Brown – The Labyrinth of the Minotaur (Fernsehserie Folge 5x02)
- 2017: Carters Get Rich – Bad Press (Fernsehserie Folge 1x02)
- 2017: Line of Duty (Fernsehserie 6 Folgen)
- 2017: Detectorists (Fernsehserie Folge 3x02)
- 2017: Comedy Blaps – Furious Andrew (Fernsehserie Folge 7x19)
- 2018: Lovesick: (Fernsehserie Folge 3x07)
- 2018: Jahrmarkt der Eitelkeiten (Vanity Fair, Fernsehserie 7 Folgen)
- 2018: Doctor Who – Kerblam! (Fernsehserie Folge 11x07)
- 2017–2019: Porters (Fernsehserie 9 Folgen)
- 2019: Defending the Guilty (Fernsehserie 5 Folgen)
- 2020: Night and Day (Kurzfilm)
- 2022: Bali 2002 (Miniserie 4 Folgen)
- seit 2020: Bridgerton (Fernsehserie)
- 2025: Toxic Town (Fernsehserie)

## Auszeichnungen und Nominierungen (Auswahl)
Screen Actors Guild Awards 2021
- Nominierung in der Kategorie Bestes Schauspielensemble in einer Dramaserie für Bridgerton[11]